# Andrea Verga
Andrea Verga (Treviglio, 30 maggio 1811 – Milano, 21 novembre 1895) è stato un medico e politico italiano.
Fu senatore del regno d'Italia dalla XIII legislatura.

## Biografia
Andrea Verga nacque a Treviglio nel 1811, da Giosuè, di professione cocchiere, e Domitilla Carcano. Di indole vivace e irrequieta e di mente sveglia, da fanciullo Andrea era considerato, stando alla biografia del Castelli, un vero «barabbino». Questa definizione viene menzionata nella "Commemorazione tenutasi in Treviglio nel Teatro Sociale il giorno 15 dicembre 1895". Anche lui stesso, ricordando la sua gioventù, la utilizzava. 
Fu solo dopo la sudata ammissione al seminario di Castello sopra Lecco che emerse la sua passione per lo studio dei classici, che lo portò ad emergere fra i compagni per le sue capacità.
Nonostante i genitori desiderassero che intraprendesse la carriera ecclesiastica, Andrea decise di intraprendere lo studio della medicina e la carriera accademica. Dopo essersi laureato nel 1832 presso l'Università degli Studi di Pavia.  Nella primavera del 1834, ancora studente, subì un grave incidente. Operando un suo amico venne colpito da sostanza organica infetta all'occhio destro, sviluppando un'oftalmia che, dopo le lunghe e dolorose cure si risolse con l'occhio fortemente indebolito. Gli eventi dell'invasione colerica del 1836 costrinsero a dover trascurare la patologia. Si ammalò nuovamente e questo causò la definitiva perdita visiva dell'occhio destro. 
Con la perdita dell'occhio del 1836, lo scoraggiamento fu tale che decise di ritirarsi in una condotta di montagna. Intervenne il Prof. Bartolomeo Panizza dell'Università di Pavia, che lo convinse ad accettare il posto come suo supplente, già offerto in precedenza, incoraggiandolo dicendogli " Non ti ho nominato per la tua vista, ma per la tua testa! Un occhio c'è di più, e tu vedrai con uno meglio degli altri con due."  Accettò l'incarico e così iniziò la collaborazione con il Prof. Panizza.
Nel 1841 si trasferì a Milano, dove iniziò la carriera di alienista in qualità di assistente medico nel manicomio privato di San Celso presso Villa Antonini, luogo di ricovero di malati mentali appartenenti alle classi agiate. Nel 1848, durante la prima guerra d'indipendenza italiana, gli venne affidata dal Governo provvisorio di Lombardia la direzione del Manicomio Provinciale della Senavra. Con il ritorno degli austriaci rischiò di vedersi togliere l'incarico, e per un certo periodo fu sorvegliato costantemente dalla polizia. Furono «i buoni uffici di un Consigliere italiano del Governo» e l'aiuto del professor Panizza a salvarlo dalla rimozione. Ad ogni modo, nel 1852, sotto gli austriaci, gli fu offerta la direzione dell'Ospedale Maggiore di Milano (abbandonando la Senavra, sostituito da Cesare Castiglioni), rimanendo alla sua direzione per quattordici anni.
Dette vita all'Appendice psichiatrica, supplemento al periodico la Gazzetta medica italiana. Grazie anche all'autorevolezza della rivista ospitante, l'Appendice ebbe un ruolo significativo nella nascita di una psichiatria come disciplina medica riconosciuta a livello scientifico e di respiro nazionale. Nel 1864 fondò, insieme a Cesare Castiglioni e Serafino Biffi, l'Archivio Italiano per le malattie nervose e più particolarmente per le alienazioni mentali.
Nel 1863 vi fu una riorganizzazione interna nell'amministrazione dell'Ospedale Maggiore, e il nuovo Regolamento Sanitario stabilì la soppressione della direzione medica: due anni dopo (1865) vennero quindi a cessare le funzioni del Verga come direttore. Il nuovo Consiglio, volle che l'opera del Verga non andasse persa per cui gli fu mantenuto il suo stipendio ed offerta la direzione di una clinica psichiatrica con la cattedra di "dottrina e clinica delle alienazioni mentali" all'interno dell'Ospedale Maggiore.
Dopo un lungo periodo di incubazione, nel 1873 venne fondata a Roma, durante l'XI Congresso degli scienziati italiani, la Società Freniatrica Italiana: Verga ne divenne il primo presidente.
Nel 1874 inoltre fondò e divenne primo presidente della Società di patrocinio per i pazzi poveri della Provincia di Milano, a favore di quei “convalescenti o guariti di pazzia” dimessi dall’istituto i quali trovavano «la società sorda e muta alle domande di ajuto e soccorso, perché pur troppo sussiste ancora il vecchio pregiudizio che il pazzo non guarisce».
La sua nomina a Senatore risale invece al 16 novembre 1876, ed è stata convalidata il 12 dicembre dello stesso anno. Ha prestato giuramento il 16 marzo 1877. Come Senatore sollecitò il Governo per redigere una legge  sui manicomi e sugli alienati. Nel 1888 votò per l'abolizione della pena di morte.
Presente in molte delle istituzioni politiche, culturali e scientifiche di Milano, fu a lungo consigliere provinciale (1867-1889) e consigliere comunale (1876-1889), nonché membro del R. Istituto lombardo di scienze, lettere ed arti, di cui fu presidente negli anni 1857-1858 e 1864-1865. Completamente dedito al suo lavoro e in misura minore ai suoi interessi letterari - Verga fu autore di racconti e poesie - non si sposò mai e non ebbe figli.
Anatomico di discreta reputazione (il suo nome resterà legato al ventricolo di Verga), attorno al 1847 partecipò assieme a Carlo Erba, Giovanni Polli e Cesare Lombroso ai primi esperimenti sull'uso terapeutico della cannabis. Per il periodo storico in cui operò non poteva rimanere estraneo al positivismo scientifico, le cui concezioni influirono nei suoi studi e nella sua attività.
Muore a Milano il 21 novembre 1895 e viene tumulato nella Cripta del Famedio del Cimitero Monumentale di Milano.
In ricordo dell'opera del Verga vengono commissariati cinque busti ad opera dello scultore Giulio Branca, dove quello definito "colossale" viene posto in un primo tempo all'interno della Cà Granda e successivamente, nel 1905, spostato nell'attuale collocazione in Largo Richini. Gli altri di dimensioni minori sono conservati presso il Comune di Treviglio, Il Museo del Risorgimento, la Fondazione IRCCS Ca' Granda Ospedale Maggiore Policlinico e nell'abitazione privata di un suo discendente G.B.Verga

## Opere
- Studi anatomici sul cranio e sull'encefalo. Psicologici e frenatrici, Milano, Manini-Wiget, 1896-97
- Delle particolari forme di delirio cui danno origine le grandi pestilenze, 1862.